# Stanisław Nawrocki (jezuita)
Stanisław Nawrocki (ur. 3 maja 1915 w Kurowie, zm. 10 marca 1986 w Krakowie) – jezuita, teolog, rekolekcjonista, przełożony Prowincji Polski Południowej Towarzystwa Jezusowego.

## Życiorys
Do Towarzystwa Jezusowego wstąpił w 1930 Święcenia kapłańskie otrzymał w Warszawie w 1941. W latach 1938–1939 studiował w Warszawie etnografię i antropologię. W czasie wojny był działaczem RGO. W latach 1945–1946 studiował na Uniwersytecie Warszawskim, a w latach 1946–1947 na KUL.
W 1950 aresztowany za działalność solidacyjną i skazany na 12 lat pozbawienia wolności, przebywał w więzieniu do 1955. Według ks. Isakowicza-Zaleskiego w 1953 pozyskany do współpracy przez Ministerstwo Bezpieczeństwa Publicznego jako TW „Jackowski”. Był aktywnym informatorem aż do 1982, kiedy zwolniono go z tej funkcji ze względu na nieprzydatność dla służb.   
Po wyjściu z więzienia pracował w Czechowicach-Dziedzicach jako rekolekcjonista oraz w Krakowie jako duszpasterz akademicki. W latach 1960–1967 był członkiem Komisji Duszpasterskiej Episkopatu Polski, a w latach 1967–1973 prowincjałem Prowincji Polski Południowej Towarzystwa Jezusowego. Później mieszkał w Krakowie zajmując się działalnością publikacyjną i poligraficzną. Był organizatorem i kierownikiem małej poligrafii w krakowskich Przegorzałach.
Jest autorem licznych publikacji, w tym książek i artykułów w czasopismach dotyczących tematyki religijnej. Ważniejsze spośród nich to Ks. P. Skarga jako czciciel Marii, Rozważania o chrześcijańskim obowiązku modlitwy i pracy, Apostolstwo Modlitwy w teorii i praktyce, Posługacz trędowatych O. Jan Beyzym.